# Rallus longirostris crepitans
Rallus longirostris crepitans is een ondersoort van de klapperral uit de familie van rallen.

## Verspreiding
De soort komt voor aan de kust van Connecticut tot noordoostelijk North Carolina.